# Dolophrades mustanganus
Dolophrades mustanganus là một loài bọ cánh cứng trong họ Cerambycidae.